# Cicuta douglasii
Cicuta douglasii är en växtart i släktet sprängörter och familjen flockblommiga växter. Den beskrevs först av Augustin Pyrame de Candolle, och fick sitt nu gällande namn av John Merle Coulter och Joseph Nelson Rose.

## Utbredning
Arten återfinns längs den nordamerikanska västkusten, från Alaska i norr till Mexiko i söder.